# 张同仁宅
张同仁宅，是中国浙江省嘉兴市桐乡市乌镇镇的一座古建筑，位于南栅常丰街12号,建于民国初年，原为钱庄。“长宜子孙”砖雕门楼和红木门窗雕刻精美。文革时曾遭破坏，年久失修。古宅已列为桐乡市文物保护单位。
2010年9月14日，张同仁宅公布为第五批桐乡市文物保护单位。参观门票一元 。